# Olympische Sommerspiele 1956/Teilnehmer (Jugoslawien)
| Gelbes Symbol für Goldmedaillen mit stilisierten Olympischen Ringen | Graues Symbol für Silbermedaillen mit stilisierten Olympischen Ringen | Braundes Symbol für Bronzemedaillen mit stilisierten Olympischen Ringen |
| ------------------------------------------------------------------- | --------------------------------------------------------------------- | ----------------------------------------------------------------------- |
| —                                                                   | 3                                                                     | —                                                                       |

Jugoslawien nahm an den Olympischen Sommerspielen 1956 im australischen Melbourne mit einer Delegation von 35 Sportlern, 32 Männer und drei Frauen, an 16 Wettkämpfen in acht Sportarten teil.
Es war die achte Teilnahme Jugoslawiens an Olympischen Sommerspielen.
Jüngster Athlet war mit 18 Jahren und 359 Tagen der Fußballspieler Dragoslav Šekularac, ältester Athlet der Marathonläufer Franjo Mihalić (36 Jahre und 268 Tage).

## Flaggenträger
Der Wasserballspieler Zdravko Kovačić trug die Flagge Jugoslawiens während der Eröffnungsfeier im Olympiastadion.

## Medaillen
Mit drei gewonnenen Silbermedaillen belegte das jugoslawische Team Platz 26 im Medaillenspiegel.

### Silber
| Name | Sportart       | Wettbewerb |
| --- | -------------- | ---------- |
| Sava Antić, Ibrahim Biogradlić, Dobrosav Krstić, Mladen Koščak, Luka Liposinović, Muhamed Mujić, Zlatko Papec, Petar Radenković, Nikola Radović, Ivan Santec, Dragoslav Šekularac, Ljubiša Spajić, Todor Veselinović, Blagoja Vidinić und Trainer Milovan Ćirić | Fußball        | Herren     |
| Franjo Mihalić | Leichtathletik | Marathon   |
| Juraj Amšel, Ivo Cipci, Tomislav Franjković, Vladimir Ivković, Zdravko Ježić, Zdravko Kovačić, Lovro Radonić, Ivo Štakula, Boško Vuksanović und Marjan Žužej | Wasserball     | Herren     |

## Teilnehmer nach Sportarten

### Fußball
Männer
- Ergebnisse
Achtelfinale: kampflos in das Viertelfinale eingezogen
Viertelfinale: 9:1-Sieg gegen die Vereinigten Staaten von Amerika
Tore: Muhamed Mujić (3 ×), Todor Veselinović (3 ×), Sava Antić (2 ×), Zlatko Papec
Halbfinale: 4:1-Sieg gegen Indien
Tore: Zlatko Papec (2 ×), Todor Veselinović, Muhammad Salaam (Eigentor)
Finale: 0:1-Niederlage gegen die Sowjetunion
Rang zwei
- Kader
Sava Antić
Ibrahim Biogradlić
Dobrosav Krstić
Mladen Koščak
Luka Liposinović
Muhamed Mujić
Zlatko Papec
Petar Radenković
Nikola Radović
Ivan Santec
Dragoslav Šekularac
Ljubiša Spajić
Todor Veselinović
Blagoja Vidinić
Milovan Ćirić, Trainer

### Leichtathletik
Damen
- Nada Kotlušek
  - Diskuswurf

Qualifikationsrunde: 42,45 Meter, Rang zwölf, für das Finale qualifiziert
Versuch eins: 40,73 Meter
Versuch zwei: 42,45 Meter
Versuch drei: ausgelassen
Finale: 42,16 Meter, Rang zwölf
Versuch eins: 41,79 Meter
Versuch zwei: 38,89 Meter
Versuch drei: 42,16 Meter
  - Kugelstoßen

Qualifikationsrunde: 13,92 Meter, Rang sechs, für das Finale qualifiziert
Versuch eins: 13,92 Meter
Versuch zwei: ausgelassen
Versuch drei: ausgelassen
Finale: 14,56 Meter, Rang acht
Versuch eins: 14,52 Meter
Versuch zwei: 14,56 Meter
Versuch drei: 14,27 Meter
- Milena Usenik
  - Kugelstoßen

Qualifikationsrunde: 13,96 Meter, Rang fünf, für das Finale qualifiziert
Versuch eins: 13,96 Meter
Versuch zwei: ausgelassen
Versuch drei: ausgelassen
Finale: 14,49 Meter, Rang neun
Versuch eins: 12,97 Meter
Versuch zwei: 14,35 Meter
Versuch drei: 14,49 Meter

Herren
- Stanko Lorger
  - 110 Meter Hürden

Runde eins: in Lauf zwei (Rang zwei) für das Halbfinale qualifiziert, 14,6 Sekunden (handgestoppt), 14,75 Sekunden (automatisch gestoppt)
Halbfinale: in Lauf eins (Rang drei) für das Finale qualifiziert, 14,6 Sekunden (handgestoppt), 14,73 Sekunden (automatisch gestoppt)
Finale: 14,5 Sekunden (handgestoppt), 14,68 Sekunden (automatisch gestoppt), Rang fünf
- Franjo Mihalić
  - Marathon

Finale: 2:26:32 Stunden, Rang zwei
- Veliša Mugoša
  - 5000 Meter Lauf

Runde eins: in Lauf eins (Rang zwei) für das Finale qualifiziert, 14:25,6 Minuten (handgestoppt), 14:25,71 Minuten (automatisch gestoppt)
Finale: Rennen nicht beendet (DNF)
- Krešo Račić
  - Hammerwurf

Qualifikationsrunde: 59,06 Meter, Rang zwei, für das Finale qualifiziert
1. Versuch: 59,06 Meter
2. Versuch: ausgelassen
3. Versuch: ausgelassen
Finale: 60,36 Meter, Rang sechs
1. Versuch: 57,99 Meter
2. Versuch: 60,36 Meter
3. Versuch: ungültig
4. Versuch: ungültig
5. Versuch: 58,07 Meter
6. Versuch: 55,09 Meter
- Dako Radošević
  - Diskuswurf

Qualifikationsrunde: 47,93 Meter, Rang zehn, für das Finale qualifiziert
Versuch eins: 47,93 Meter
Versuch zwei: ausgelassen
Versuch drei: ausgelassen
Finale: 51,69 Meter, Rang acht
Versuch eins: 50,99 Meter
Versuch zwei: 51,26 Meter
Versuch drei: 51,69 Meter

### Radsport
Herren

Straße
- Veselin Petrović
  - Straßenrennen (187,73 km)

Finale: 5:26:58 Stunden, Rang 26

### Ringen
Herren

Griechisch-römisch
- Branislav Simić
  - Mittelgewicht

ausgeschieden nach Runde eins mit drei Minuspunkten
1. Runde: Schulterniederlage gegen Dimitar Dobrew aus Bulgarien, drei Minuspunkte
- Borivoje Vukov
  - Fliegengewicht

ausgeschieden nach Runde drei mit fünf Minuspunkten
1. Runde: Niederlage gegen István Baranya aus Ungarn nach Punkten (0:3), drei Minuspunkte
2. Runde: Sieg gegen Bengt Johansson aus Schweden nach Punkten (3:0), vier Minuspunkte
3. Runde: Punktsieg gegen Maurice Mewis aus Belgien, fünf Minuspunkte

### Rudern
Herren
- Perica Vlašić
  - Einer

1. Runde: in Lauf zwei (Rang eins) für das Halbfinale qualifiziert, 7:31,3 Minuten
Halbfinale: ausgeschieden in Lauf zwei (Rang drei), 9:32,2 Minuten

### Schießen
Herren
- Zlatko Mašek
  - Kleinkaliber Dreistellungskampf

Finale: 1144 Punkte, Rang 20
Kniend: 377 Punkte, Rang 28
Runde eins: 93 Punkte
Runde zwei: 93 Punkte
Runde drei: 94 Punkte
Runde vier: 97 Punkte
Liegend: 394 Punkte, Rang 20
Runde eins: 98 Punkte
Runde zwei: 99 Punkte
Runde drei: 99 Punkte
Runde vier: 98 Punkte
Stehend: 373 Punkte, Rang elf
Runde eins: 92 Punkte
Runde zwei: 94 Punkte
Runde drei: 95 Punkte
Runde vier: 92 Punkte
  - Kleinkaliber liegend

Finale: 595 Punkte, Rang 16
Runde eins: 99 Punkte, Rang 18
Runde zwei: 100 Punkte, Rang 14
Runde drei: 99 Punkte, Rang 20
Runde vier: 97 Punkte, Rang 41
Runde fünf: 100 Punkte, Rang eins
Runde sechs: 100 Punkte, Rang eins

### Schwimmen
Damen
- Vinka Jeričević
  - 200 Meter Brust

Runde eins: in Lauf zwei (Rang zwei) für das Finale qualifiziert, 2:56,0 Minuten
Finale: 2:55,8 Minuten, Rang vier

### Wasserball
Herren
- Ergebnisse
Vorrunde: Gruppe A, sechs Punkte, 15:5 Tore, Rang eins, für die Finalrunde qualifiziert
3:2-Sieg gegen die Sowjetunion
9:1-Sieg gegen Australien
3:2-Sieg gegen Rumänien
Finalrunde: sieben Punkte, 13:8 Tore, Rang zwei 
5:1-Sieg gegen die Vereinigten Staaten von Amerika
2:2-Unentschieden gegen Deutschland
2:1-Sieg gegen Italien
1:2-Niederlage gegen Ungarn
Tore:
- Kader
Juraj Amšel
Ivo Cipci
Tomislav Franjković
Vladimir Ivković
Zdravko Ježić
Hrvoje Kačić
Zdravko Kovačić
Lovro Radonić
Ivo Štakula
Boško Vuksanović
Marjan Žužej